# Aeroportul Inta
Aeroportul Inta (IATA: INA, ICAO: UUYI) este un aeroport din Inta⁠(d), Gorodskoi okrug Inta⁠(d), Republica Komi, Rusia. Aeroportul a fost tranzitat în 2017 de 3.469 de pasageri.
Situat la o altitudine de 56 m, aeroportul dispune de 1 pistă. Este operat de Komiaviatrans⁠(d).

## Infrastructură

### Piste
Aeroportul dispune de o singură pistă. Pista are orientarea 02L/20R. 